# Battaglia delle Torce
La battaglia delle torce (in turco Meşaleler Savaşı) fu combattuta nel 1583 durante la guerra ottomano-safavide (1578-1590). Il nome della battaglia si riferisce alle torce usate durante gli scontri notturni. La battaglia ha decretato la vittoria ottomana, e aveva così assicurato il controllo del Daghestan e dello Shirvan fino alla fine della guerra.

## Antefatti
Nella prima fase della guerra gli ottomani erano riusciti a conquistare la maggior parte del Caucaso. Özdemiroğlu Osman Pascià (figlio di Özdemir Pascià) fu nominato governatore dei territori appena conquistati. La capitale della sua provincia era Derbend sulla costa del Caspio. Tuttavia, dopo che l'esercito ottomano tornò alla sua base principale a Istanbul, i persiani guidati dell'Imam Kulu iniziarono a riconquistare alcuni dei loro ex territori. Sebbene un esercito del Khanato di Crimea (che era un vassallo ottomano) sotto Adil Giray fosse stato inviato nel Caucaso nell'estate del 1579 come rinforzo, furono messi in rotta da Hamza Mirza e Mirza Salman, e Adil Giray fu fatto prigioniero e messo a Qazvin, dove fu successivamente giustiziato. Di conseguenza, Osman Pascià dovette ritirarsi nel Caucaso settentrionale. Nel 1582, la Porta ottomana inviò una seconda spedizione di rinforzi alla guida di Cafer Pascià, il governatore di Caffa, per ripristinare il dominio ottomano nell'area.

## La Battaglia
I 50 000 persiani dell'Imam Kulu, insieme agli irregolari georgiani, attaccarono di nuovo nella primavera del 1583. In un primo scontro tra le unità d'avanguardia di entrambi gli eserciti, gli ottomani furono sconfitti (25 aprile 1583). Lo scontro principale si verificò a Baştepe vicino a Derbend il 9 maggio 1583. Sul lato ottomano, Osman Pascià è stato posto al centro, Cafer Pascià era sul fianco sinistro e Haydar Pascià, il governatore di Sivas, era sul fianco destro. Sul lato persiano, l'Imam Kulu era al centro, Rustem Khan era a destra e Burhaneddin a sinistra. Il risultato della battaglia fu inconcludente alla fine del primo giorno, ma la battaglia continuò durante la notte, entrambe le parti usando le torce. Nel secondo giorno ci fu una momentanea pausa nel combattimento. Ma nel terzo giorno, un attacco generale ottomano segnò la fine della battaglia. L'esercito persiano fu sconfitto e i prigionieri di guerra persiani superarono le 3000 unità.

## Esito
Con questa vittoria, gli ottomani furono in grado di stabilire il controllo su tutto il Caucaso. Dopo ulteriori vittorie ottomane nel sud (conquista di Tebriz), entrambe le parti accettarono di concludere la pace. Con il Trattato di Ferhat Pascià del 1590, i persiani hanno riconosciuto le conquiste ottomane sia nel Caucaso che nell'Azerbaigian moderno, nonché nell'Iran occidentale. Ma questi guadagni territoriali non furono di lunga durata, poiché furono annullati nella successiva guerra ottomana-safavide.